# Kasper Roug
 (avril 2025).
Kasper Roug, né le 6 juin 1979, est un homme politique danois, membre de la Social-démocratie. Il est membre du Folketing depuis 2019.

## Biographie
Après ses études secondaires, il est engagé dans l'armée et fait partie de 1999 à 2001 de la force pour le Kosovo. Après son retour, il entame à Vordingborg des études pour devenir enseignant, qu'il achève en 2005. Il devient alors professeur à partir de 2006, en parallèle de ses études en sciences sociales à l'université de Roskilde, dont il est diplômé en 2010.
Membre de la Social-démocratie, il est candidat aux élections législatives de 2015. Il ne remporte pas assez de voix pour remporter un siège, mais devient le premier suppléant social-démocrate dans sa circonscription. À ce titre, il siège à deux reprises comme membre temporaire du Folketing au cours de la législature, une première fois de novembre 2015 à juin 2016 en remplacement d'Astrid Krag, puis une seconde fois de mars à mai 2018 en remplacement de Rasmus Horn Langhoff.
Il est candidat aux élections municipales de 2017 à Lolland sur la liste du maire social-démocrate sortant Holger Schou Rasmussen. Il est élu conseiller municipal, et devient deuxième maire-adjoint,. Il ne se représente pas lors des élections municipales de 2021.
Il est de nouveau candidat aux élections législatives de 2019, lors desquelles il est cette fois-ci élu député de plein exercice au Folketing. Durant son premier mandat, il est le vice-président de la commission parlementaire sur le commerce, le vice-président de la commission sur l'environnement et l'agriculture et le porte-parole de son groupe politique sur les questions liées au Groenland. En mai 2022, il devient également le porte-parole social-démocrate sur les questions d'éducation.
Il est réélu pour un second mandat lors des élections législatives anticipées du 1er novembre 2022. Après le scrutin, il devient le porte-parole social-démocrate pour les questions d'anciens combattants et de zones rurales. Il prend également la présidence de la commission parlementaire pour les petites îles. En septembre 2024, il devient porte-parole de son groupe pour la préparation aux situations d'urgence.